# Alex Tyus
Alexander Trent Tyus (hebräisch אלכס טיוס; * 8. Januar 1988 in St. Louis, Missouri) ist ein US-amerikanisch-israelischer Basketballspieler. Tyus konvertierte am Ende seines Studiums 2011 zum Judentum und wurde schließlich Profi in Israel, dessen Staatsbürgerschaft er ein knappes Jahr später annahm und Nationalspieler seiner Wahlheimat wurde. Mit Maccabi Tel Aviv gewann er 2014 die EuroLeague, die israelische Meisterschaft sowie den Pokalwettbewerb.

## Karriere
Tyus besuchte vor dem Studium eine „Prep School“ zur Vorbereitung auf die akademische Ausbildung. Mit der Basketballmannschaft der Harmony Community School erreichte er 2006 das Finalspiel der landesweiten Meisterschaft der Vorbereitungsschulen. Anschließend begann er ein Studium an der University of Florida, wo er von 2007 an für die Hochschulmannschaft Gators in der Southeastern Conference (SEC) der NCAA Division I spielte. Die Gators waren zuvor äußerst erfolgreich gewesen und hatten eine seltene Titelverteidigung der landesweiten NCAA Division I Basketball Championship erreicht, so dass in der NBA-Draft 2007 gleich fünf Spieler, darunter drei „Lottery-Picks“ unter den ersten zehn, für eine Profikarriere in der NBA ausgewählt wurden. Dies führte zu einem kaum zu vermeidenden Bruch in der erfolgreichen Collegemannschaft, die sich erst 2010 wieder für eine landesweite NCAA-Endrunde qualifizierte, als sie in der ersten Runde nach zweimaliger Verlängerung den Cougars der Brigham Young University unterlegen war. Ein Jahr später erreichte man 2011 mit der besten Bilanz aller Mannschaften der SEC das Finale des SEC-Meisterschaftsturniers, welches gegen die Wildcats der University of Kentucky verloren ging, die anschließend das Final Four der landesweiten NCAA-Endrunde erreichten. Die Gators besiegten diesmal im Achtelfinale der Endrunde die Cougars nach Verlängerung, unterlagen aber im Regional Final oder Elite Eight den Bulldogs der Butler University. Tyus, der ab dem Sophomore-Jahr zur Anfangsaufstellung zählte, steigerte seine Statistiken in den letzten beiden Studienjahren nicht mehr sonderlich und wurde in der NBA-Draft 2011 von keinem NBA-Klub ausgewählt. Zum Ende seines Studiums heiratete Tyus seine Kommilitonin Alli Cecchini, die in der Volleyballauswahl der Hochschule gespielt hatte. Beide traten gemeinsamen zum jüdischen Glauben über.
Nachdem sich Tyus auch über die Trainingslager der NBA-Klubs keinen Kaderplatz erspielen konnte, ging er daher 2011 nach Israel, um dort seinen ersten Profivertrag zu unterschreiben. Sein jüdischer Glaube gab ihm die Möglichkeit, die israelische Staatsbürgerschaft zu erwerben, um mit der Nationalmannschaft seiner Wahlheimat zu spielen sowie weniger einschränkende Spielberechtigungen und damit bessere Verdienstmöglichkeiten in europäischen Ligen zu bekommen. Mit Maccabi aus Aschdod, das ein Jahr zuvor in die höchste israelische Spielklasse Ligat ha’Al aufgestiegen war, kam er in der Hauptrunde auf den siebten Tabellenrang. Im Meisterschaftsviertelfinale bezwang die Mannschaft, in der unter anderem sein Landsmann Joshua Carter bereits bei den EWE Baskets Oldenburg in der höchsten deutschen Spielklasse Basketball-Bundesliga gespielt hatte, überraschend den Vizemeister Hapoel Gilboa Galil und besiegte im Halbfinale des Final Four auch die höher platzierte Mannschaft Maccabi Rischon LeZion. Im Endspiel war jedoch Rekordmeister und Titelverteidiger Maccabi Tel Aviv nicht zu bezwingen und man verlor mit 20 Punkten Unterschied. Mit der neu erworbenen israelischen Staatsangehörigkeit unterstützte Tyus zum einen im Sommer und Herbst 2012 die israelische Nationalmannschaft bei der Qualifikation für die EM-Endrunde 2013 und wechselte zum anderen in die besser bezahlte italienische Lega Basket Serie A, wo er mit dem Traditionsverein aus Cantù die Qualifikation für den höchstrangigen europäischen Vereinswettbewerb EuroLeague erreichte. Zwar gewann Cantù, bei dem mit Marko Šćekić ein weiterer ehemaliger Oldenburger Spieler spielte, zu Saisonbeginn den italienischen Supercoppa, doch in der EuroLeague 2012/13 schied man bereits nach der Vorrunde aus. Am Saisonende überstand man zwar als siebtplatzierte Mannschaft der Serie A die erste Play-off-Runde in sieben Spielen, doch in der Halbfinalserie war in sieben Spielen Endstation gegen Acea Rom.
Bei der EM-Endrunde 2013 wurde Tyus nur in den beiden Auftaktniederlagen der israelischen Nationalmannschaft für wenige Minuten eingesetzt. Anschließend wurde der an den Folgen einer Verletzung laborierende Tyus nicht mehr eingesetzt und Israel schied nach der Niederlage gegen Deutschland im abschließenden Gruppenspiel und nur einem Sieg in fünf Spielen aus dem Turnier aus. Im Juli 2013 hatte Tyus bereits einen Zweijahresvertrag mit Option beim israelischen Rekordmeister Maccabi Tel Aviv unterschrieben, der überraschend im Vorjahr das Meisterschaftsfinale verloren hatte und „nur“ Vizemeister geworden war. Mit der Mannschaft verteidigte er den Titel im nationalen Pokalwettbewerb und erreichte schließlich sogar das Final-Four-Turnier der EuroLeague, wobei Tyus für seine Leistungen im Viertelfinale gegen EA7 Armani Mailand als „MVP des Monats“ ausgezeichnet wurde. Hier schlug man überraschend im Halbfinale PBK ZSKA Moskau mit einem Punkte Unterschied und bezwang im Endspiel Real Madrid nach Verlängerung. Zum Saisonabschluss holte man sich in der israelischen Meisterschaft den Titel gegen Titelverteidiger Maccabi Haifa zurück und gewann damit eine Triple Crown. 2018 und 2019 wurde er mit Tel Aviv wieder israelischer Meister.
Tyus verließ Maccabi Tel Aviv im Sommer 2019 und schloss sich Uniks Kasan in Russland an. Im November 2020 wurde er erneut von Galatasaray Istanbul verpflichtet, im Januar 2021 zog er zu Real Madrid weiter. Mit ASVEL Lyon-Villeurbanne wurde Tyus 2023 französischer Pokalsieger. Nachdem er 2023/24 für Runa Basket Moskau in Russland gespielt hatte, wurde Tyus im April 2024 von Hapoel Jerusalem verpflichtet.

### Erfolge
- Euroleague-Sieger 2014
- Israelischer Meister 2014, 2018, 2019
- Israelischer Pokalsieger 2014, 2015
- Französischer Pokalsieger 2023
- Italienischer Supercup-Sieger 2013